# Nick Menza
Nick Menza, född 23 juli 1964 i München, Tyskland, död 21 maj 2016 i Los Angeles, Kalifornien, var en amerikansk trummis, förmodligen mest känd för sin tid i Megadeth från 1989 till 1998. 
Nick Menza var son till jazzsaxofonisten Don Menza, och hade ett stort intresse för utomjordingar, vilket avspeglar sig på Megadeths album Rust in Peace.[källa behövs]

## Diskografi
- 1989 Megadeth: Shocker (filmmusik)
- 1990 Megadeth: Rust in Peace
- 1990 Marty Friedman: Dragon's Kiss
- 1992 Megadeth: Countdown to Extinction
- 1992 Marty Friedman: Scenes
- 1994 Megadeth: Youthanasia
- 1994 Marty Friedman: Introduction
- 1994 Nativity in Black: Tribute to Black Sabbath
- 1995 Megadeth: Hidden Treasures
- 1996 Marty Friedman: True Obsession
- 1997 Megadeth: Cryptic Writings
- 1999 Fireball Ministry: Ou Est la Rock?